# Carlos Chaouen
Juan Carlos Sánchez Ceballos, más conocido como Carlos Chaouen (San Fernando, Cádiz, 21 de octubre de 1974) es un compositor, cantante y músico de distintos estilos.

## Biografía y trayectoria musical
Carlos Chaouen vivió en su ciudad natal, San Fernando (Cádiz), hasta los 12 años, cuando se mudó a Madrid. En la actualidad vive en la localidad gaditana de Vejer de la Frontera.
Estudió la carrera de Psicología (1992-1997), estudios en psicoanálisis (eepp) y realizó el período docente del doctorado en Cognición y Trastornos en la UAM. Estuvo como psicólogo en prácticas en varias instituciones psiquiátricas en Cantoblanco, Ciempozuelos, Madrid y Palencia. Máster en Intervención Psicoterapeutica Cognitivo-Social (Uned, 2014.)
Empezó a tocar en un grupo llamado Crápulas Flor. Su apellido artístico lo tomó de la ciudad marroquí Chauen o Chaouen. A mediados de los 90 empezó a recorrer varias salas madrileñas, y así en 1997 acabó colaborando en el disco recopilatorio: Cantautores: la nueva generación, para grabar un año más tarde su primer disco.
Su estilo musical ha sido denominado como "fusión de autor" pues, como el mismo Carlos reconoce, sus influencias son muy variadas pasando por su tamiz entre el rock y el flamenco. Su música como su mundo literario es único, y se ha convertido en lugar de referencia fuera de los circuitos comerciales habituales.
Después de siete discos de estudio, cientos de conciertos a lo largo de su país, decenas de colaboraciones con otros músicos (Quique González, Ismael Serrano, Marea, Celtas Cortos, Aurora Beltrán, Ana Torroja, Diego el Cigala, Le Punk, Andreas Lutz, J.L.Campuzano-Sherpa, J.Calderón), entre muchos otros. Chaouen ha sido reconocido como artista, con un sello inconfundible e influyendo en numerosos músicos y poetas de su generación.
El 21 de marzo de 2012 (Día Internacional de la Poesía), la editorial Pigmalión recoge en un libro el cancionero único Chaouen: Canciones, poemas y otros textos... presentado en la SGAE (Madrid) el 22 de mayo de 2012.
En noviembre de 2012 da sus primeros conciertos en Buenos Aires y Santiago de Chile, dónde vuelve al año siguiente (incluyendo Uruguay en la gira). También ha estado con sus canciones en Jerusalén y los territorios palestinos en tres ocasiones.
Su séptimo disco es "En la frontera", grabado en 2014 en Punta Paloma (Tarifa), producido por Carlos Chaouen y Qike Romero. Mezclado por Qike Romero en Marmite Studio y masterizado por Andy 'Hippy' Baldwin en Metropolis Studios, London, UK.
Entre finales del 2017 y 2018 Chaouen prepara junto a Qike Romero el que será su octavo álbum de estudio "Refugio", además de la edición en DVD de los conciertos de presentación de sus álbumes en 2005, 2009 y 2014.
El 14 de diciembre de 2018 editó 7300 días, doble DVD de sus directos en el teatro Calderón (2005), en la Sala Joy Eslava (2009) y en la Sala Penélope (2014). En el que se incluía un CD, Sinforgía en Ti sostenido con 3 temas nuevos y 7 versiones de canciones de sus primeros discos.
El 14 de febrero de 2020 sale su octavo álbum de estudio "Refugio". 9 canciones. Según el cantautor su disco más roquero, por los temas en sí más que por la interpretación de los mismos. Bajo el sello El Dromedario Records.

## Discografía

### Álbumes

#### Estudio
- Carlos Chaouen (Fonomusic, 1998)
- Maldita (Fonomusic, 2000)
- Universo abierto (DRO, 2003)
- Tótem (BMG, 2005)
- Horizonte de sucesos (Maldito Records, 2008)
- Respirar (Arudavel, 2011)
- En la frontera (Maldito Records, 2014)
- Refugio (El dromedario records, 2020)

#### Recopilatorio
- Universo totémico (Maldito Records, 2008)
- 7300 días Recopilatorio en directo (2018)

### Participaciones en otros discos
- Voz en «Monedas» en el disco de Cesar Sánchez, Camaleones (2010).
- Voz junto al grupo Zaguán en «Hasta volver» en el disco recopilatorio de Triana Quiero contarte (2008).
- Voz junto a Paco Cifuentes en «Como barco en la botella» en el disco de Iratxo "De donde el aire da la vuelta" (2007).
- Voz en «Collage III» en el disco de Moncho Otero y Rafa Mora, basado en textos del poeta Jesús Hilario Tundidor,Viento de octubre (2007).
- Voz en «Una Corazonada» en el disco de Alejandro Martínez, Volviendo A Casa (2006).
- Voz en «Vestida De Domingo» en el disco de Paco Cifuentes, Adicto (2006).
- Voz en «El Club» en el disco del grupo de rock El Color de la Duda, Perdiendo El Norte (2006).
- Voz en «Verde» en el disco Anfibiótico de Joaquín Calderón (2005)
- Composición de «La puesta de tu cara», en el disco Todo lo que quieres de Sergio Dalma (2005)
- Letra de «Acuarela», en el disco Picasso en mis ojos de Diego el Cigala (2005)
- Versión de «La mujer que yo quiero», en el disco Serrat... eres único 2 donde varios autores homenajean a Joan Manuel Serrat (2005)
- Su canción «No me canso», incluida en su tercer disco, es versionada por Ana Torroja en su disco Esencial Ana Torroja (2005)
- Su canción «La Vida Amurallada», incluida en su cuarto disco, aparece en el disco No os olvidamos (2005), a beneficio de las víctimas del terrorismo.
- Su canción «No me canso», incluida en su tercer disco, aparece en el disco Por la paz en Palestina (2004), a beneficio del pueblo palestino.
- Su canción «Semilla en la tierra», incluida en su tercer disco, aparece en el disco Cosecha de esperanza (2004) a beneficio de Intermon Oxfam
- Su canción «Vente», incluida en su segundo disco, aparece en el disco Liberando expresiones (2003) a beneficio de Amnistía Internacional
- Voz en «Igual que a Walt Disney» en el disco Salva Vidas (2002) a beneficio de la asociación ALCER

2014 Voz junto al cantante algecireño Jesús Marin en la canción "la ignorancia no tiene clase social" perteneciente al disco Aranceles del grupo musical Meirins. 
- En el 2020 acompaña con su voz y con guitarras al cantautor madrileño Balta Cano en las canciones "Que las flores vivan en paz" y "Abrazando el movimiento" de su segundo disco "En la cuesta de la ola"